# Les Fous de Bassan (roman)
Pour les articles homonymes, voir Fou de Bassan (homonymie).
Les Fous de Bassan est un roman d'Anne Hébert publié le 1er novembre 1982 aux éditions du Seuil et ayant reçu la même année le prix Femina. En raison notamment de son style d'écriture et de l'usage renouvelé qu'il fait de la technique de la polyphonie romanesque, il est généralement considéré comme l'un des plus grands classiques du roman moderne au Québec. 

## Résumé
Le roman s'articule autour de la disparition de deux cousines à Griffin Creek, un petit village imaginaire de la péninsule gaspésienne au Québec, durant l'été 1936. Les faits qui entourent le drame sont présentés selon le point de vue propre à plusieurs habitants du village (Nicolas, Perceval, Stevens, Pat, Olivia, Nora...) à différents moments de l'intrigue : quelques jours avant le meurtre, très peu de temps après le meurtre, et plus de cinquante ans après le meurtre. 

## Analyse
L’écriture et le ton adoptés par Anne Hébert dans ce roman ont été qualifiés d’« apocalyptiques », bien que celui-ci n’appartienne pas au genre apocalyptique à proprement parler. 
La technique de la polyphonie romanesque, employée par Hébert, a donné lieu à plusieurs interprétations. Le roman est divisé en 6 chapitres, narrés par cinq narrateurs différents (Stevens assumant à lui seul la narration de deux chapitres). Plusieurs critiques ont souligné que les voix de ces narrateurs, plutôt que de différer les unes des autres, se ressemblaient toutes étrangement. Marilyn Randall explique cette ressemblance par le fait que Les Fous de Bassan ne serait pas un véritable roman polyphonique. Stevens, le seul placé en position d'écriture (il rédige des lettres), serait selon elle l'unique narrateur du roman et simulerait la voix des autres personnages. Alex Noël avance de son côté qu'Anne Hébert, en mettant de l'avant des narrateurs qui s'expriment de façon relativement semblable, renverserait la technique de la polyphonie romanesque, qui vise généralement à montrer l'unicité de chaque personnage. Elle utiliserait au contraire cette technique pour montrer leur « mêmeté ». Le roman chercherait ainsi à exprimer que ces personnages aliénés n'arrivent pas à se détacher du collectif pour être des individus à part entière . 

## Adaptation
Le roman est adapté au cinéma en 1987 par le réalisateur québécois Yves Simoneau dans le film homonyme – particulièrement remarqué et entré dans les classiques du cinéma québécois – avec Steve Banner, Charlotte Valandrey et Laure Marsac dans les rôles principaux.

## Éditions
- Seuil, 1982  (ISBN 202006393X).
- Seuil, coll. « Points/roman » no 141, 1984  (ISBN 2-02-006744-7), rééd. no 485, 1998  (ISBN 2-02-033648-0).